# Philon van Byzantium
Philon van Byzantium (ca. 280 v.Chr. - 220 v.Chr.) was een Griek, afkomstig uit Byzantium.
Weinig werk is van hem bekend. Hij wordt genoemd door Vitruvius (Romein: 1e eeuw v.Chr.), Heron van Alexandrië en Eutocius. Delen van een belangrijk werk van hem zijn bewaard waarin de mechanica behandeld wordt; hij beschreef hierin onder andere de door Ktesibios van Alexandrië uitgevonden katapult en maakte reizen naar Rhodos en Alexandrië om katapulten te bestuderen en te beschrijven. Mogelijk was hij ook militair raadgever in zijn tijd.
Beweerd wordt dat hij een lijst maakte van de zeven wereldwonderen van de antieke wereld, dit wordt echter sterk in twijfel getrokken: men vermoedt dat iemand anders het heeft geschreven na zijn dood die zich uitgaf voor Philon, om zo sneller bekendheid te krijgen voor zijn werk.
Philon van Byzantium was een van de belangrijkste Alexandrijnse werktuigbouwkundigen. Hij schreef negen boeken over mechanica, waarvan er slechts enkele bewaard zijn gebleven. Hij schreef over oorlogsmachines, pneumatische automaten, toverkruiken en baggermolens. Sifons waren zijn stokpaardje. Met behulp daarvan bouwde hij speelautomaten, zoals vaten die zichzelf leegden en vulden. een toverkruik kon wijn, water of een mengsel van beide schenken. Een wasautomaat bood op een beweegbare hand een stukje puimsteen aan en vulde bij de inbedrijfstelling van het apparaat een vat met water.